# Emmy Köhler
Emmy Christina Köhler, (uttalas med tje-ljud) född Welin 22 maj 1858 i Stockholm, död 2 februari 1925 i Fresta i Stockholms län, var en svensk lärare, författare och tonsättare. 

## Biografi
Emmy Köhler var dotter till hovkamreren Armand Welin och friherrinnan Wilhelmina "Minne" Rappe, samt syster till uppfinnaren Axel Welin och Gustaf Welin. Fadern var även violinist i Kungl. Hovkapellet och en av de tidigaste aktiva i Evangeliska fosterlandsstiftelsen.
Hon gifte sig 1891 med kanslirådet vid Finansdepartementet, Sven Köhler. De fick tre barn: Gunnar, Inga och Berit.
Emmy Köhler var mor till konstnären, poeten och journalisten Inga von Werdenhoff och mormor till konstnären och läraren Magnus Wallin.
Emmy Köhler fick en förnämlig utbildning hos kompositören Emil Sjögren och var bekant med Tor Aulin och Hugo Alfvén.
Efter faderns död 1876 arbetade hon som guvernant för att försörja sig och utbildade sig till lärare. 
Emmy Köhler var lärare vid Torborg Rappes skola i Stockholm och senare vid hovet, där hon lärde prins Erik, yngste son till Gustaf V, att läsa och skriva. Hon började tidigt skriva först under signatur i Ny Illustrerad Tidning, Svensk Damtidning och Idun. Under pseudonymen Eyvor Stéen utkom i Idun flera noveller och inlägg i aktuella ämnen under åren 1903–1910. 
Emmy Köhler skrev och komponerade under en följd av år barnvisor och tillhör pionjärerna, som med samtida pedagogiska metoder ville få in lust, rörelse och lek i barnvisorna. Mest känd är hon dock för "Nu tändas tusen juleljus" (text och musik) första gången publicerad 1899 i jultidningen "Korsblomman" som Lina Sandell utgav, och med vilken hon är representerad i Den svenska psalmboken 1986. Många av hennes sånger hade originalillustrationer av Elsa Beskow (Maartman). Hon har dessutom bland annat skrivit "Gunnars och Ingas roliga bok. Sagor och visor". Boken, som illustrerades av kusinen Ellie Elmblad (1855–1942), utgavs 1898 och 1907.
Emmy Köhler var bosatt på Norrsätra gård från 1907, Sollentuna. Hon är begravd på Fresta kyrkogård i Upplands Väsby kommun. 
Söndagen den 20 januari 2019 invigdes Emmy Köhlers Musikmuseum för barnvisor i gamla klockarstugan vid Fresta kyrka i Upplands Väsby på initiativ av Rolf Bromme.

## Sånger och psalmer
- Julklockorna och Fisken i badkaret publicerad i Jultomten 1893.

- Den lille vedhuggaren publicerad 1894 i Jultomten, skolbarnens egen jultidning.

- Gunnars visor publicerad i Idun 1897.

- Nu tändas tusen juleljus, julsång (1898) publicerad i EFS kalender Korsblomman 1899.  (Nr 116 i 1986 års psalmbok)

- Berits visor, små sånger med piano. Illustrerad av D. L.

### Sång och piano
- Svalebarnen. Utgiven 1897 i tidningen Tummeliten.[3]

- Marsch (Nu våras det i skog och mark). Utgiven 1897 i tidningen Folkskolans barntidning.[4]

- Gunnars och Ingas roliga bok. Sagor och visor. Illustrerad av Elli Elmblad. Utgiven 1898 och 1907.[5] Vaggvisan publicerades även 1899 i en bok av Elsa Uppling.[6]

1. Fåfänga Greta (endast text).
2. Lata Pelle.
3. Lille vedhuggaren.
4. Kvarnvisa.
5. Skördevisa.
6. Vaktparaden.
7. Tomtar och älfvor (Tomtelek och Älfdans).
8. Älvdans.
9. Brandkåren.
10. Utmarschen.
11. Ingas morgonvisa.
12. Fisken i badkaret.
13. Sotarns visa.
14. Härmningsvisa.
15. Svalebarnen.
16. Konvaljen.
17. Båtvisa.
18. Höstvisa (endast text).
19. Julklockorna.
20. Vaggvisa.

- Liten Julvisa "Raska fötter springa tripp, tripp, tripp" (julsång), text av Sigrid Sköldberg-Pettersson och tonsatt av Emmy Köhler, publicerad 1901 i Folkskolans barntidning.[7]

- Lill' Berits visor. Gamla och nya sånger för barn. Utgiven 1920 av Lagerström, Stockholm. Illustrerad av Inga von Werdenhoff.[8]

1. Hurra för Sverige!
2. Blåklockorna.
3. Gökvisa.
4. Majstången.
5. Sotarns visa.
6. Svalebarnen.
7. Lill' Joppes morgonvisa.
8. Lill' Berits stuga.
9. Hönan och gåsungarna. växelsång.
10. Ringa ro!
11. Julsång. (Nu tändas tusen juleljus)
12. Mamma sjunger.